# Список глав государств в 256 году
Список глав государств в 255 году — 256 год — Список глав государств в 257 году — Список глав государств по годам

## Африка
- Мероитское царство (Куш) — Текеридеамани, царь (246 — 266)

## Азия
- Вакатака — Виндхиасакти, император (250 — 270)
- Гассаниды — Джафна I ибн Амр, царь (220 — 265)
- Гупта — Шри Гупта, махараджа (240 — 280)
- Дханьявади — Тюрия Патипат, царь[англ.] (245 — 298)
- Западные Кшатрапы — Рудрасена II, махакшатрап (255 — 277)
- Иберия — Митридат IV, царь (249 — 265)
- Китай (Период Троецарствия):
  - Вэй:
    - Цао Мао, император (254 — 260)
    - Сыма Чжао, регент (255 — 265)

  - У:
    - Сунь Лян, император (252 — 258)
    - Сунь Цзюнь, регент (253 — 256)
    - Сунь Чэнь, регент (256 — 258)

  - Шу — Лю Шань, император (223 — 263)
- Корея (Период Трех государств):
  - Конфедерация Кая — Кодын, ван (199 — 259)
  - Когурё — Юнгчхон, тхэван (248 — 270)
  - Пэкче — Кои, король (234 — 286)
  - Силла — Чхомхэ, исагым (247 — 261)
- Кушанское царство — Канишка III, царь (255 — 275)
- Паган — Хти Мин Ин, король[англ.] (242 — 299)
- Персия (Сасаниды) — Шапур I, шахиншах (241 — 272)
- Тоба — Тоба Ливэй, вождь (219 — 277)
- Чера — Иламчерал Ирумпораи, царь (241 — 257)
- Япония — Дзингу Кого, регент (201 — 269)

## Европа
- Боспорское царство — Рескупорид V, царь (240 — 276)
- Ирландия — Кормак мак Арт, верховный король (226 — 266)
- Римская империя:
  - Валериан, римский император (Восток) (253 — 260)
  - Галлиен, римский император (Запад) (253 — 268)
  - Луций Валерий Клавдий Ацилий Присциллиан Максим, консул (256)
  - Марк Ацилий Глабрион, консул (256)

## Галерея

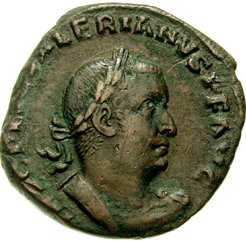
Валериан 253—260 Император Римской империи
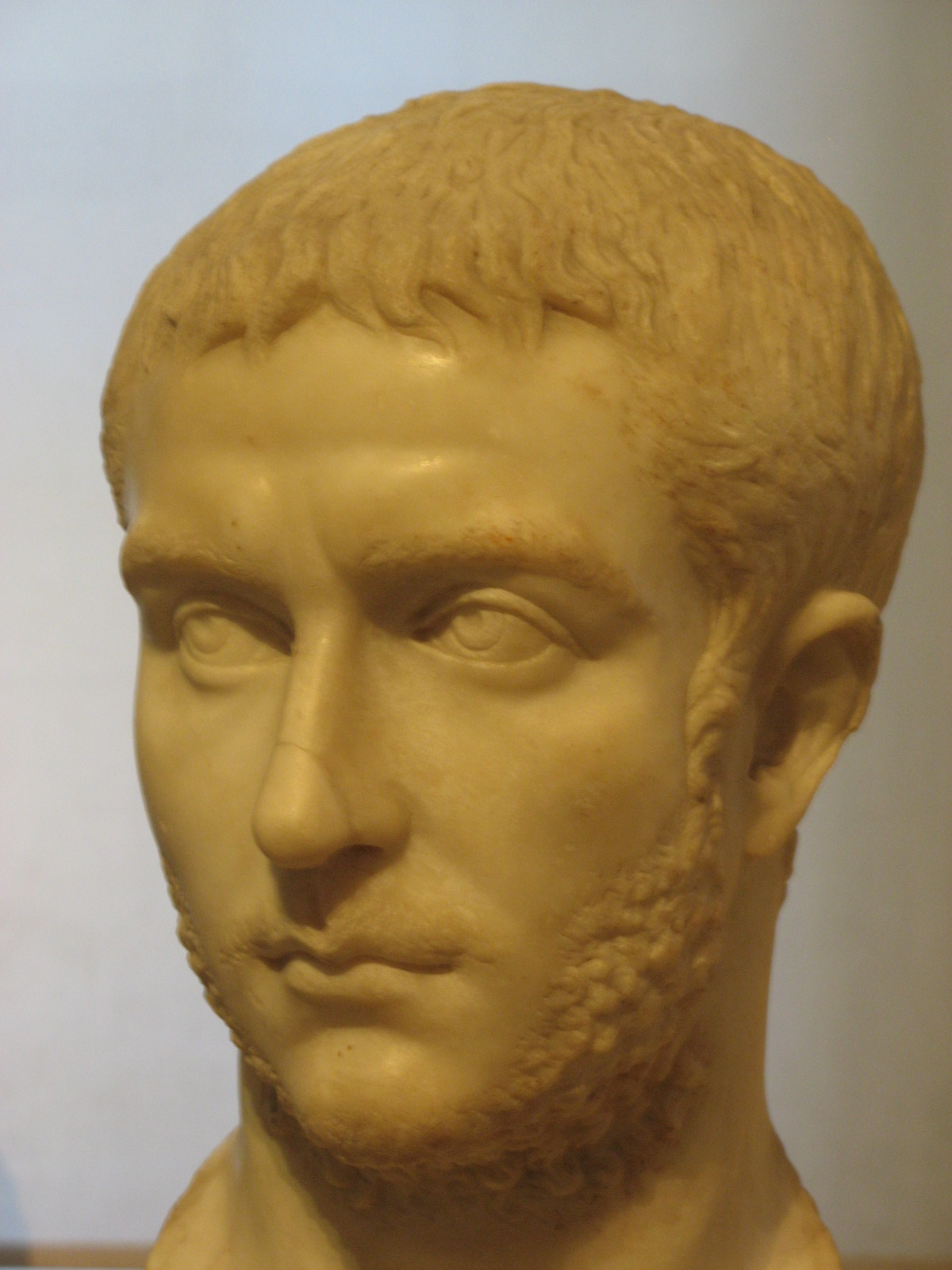
Галлиен 253—268 Император Римской империи
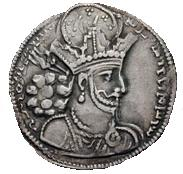
Шапур I 241—272 Шахиншах Персии
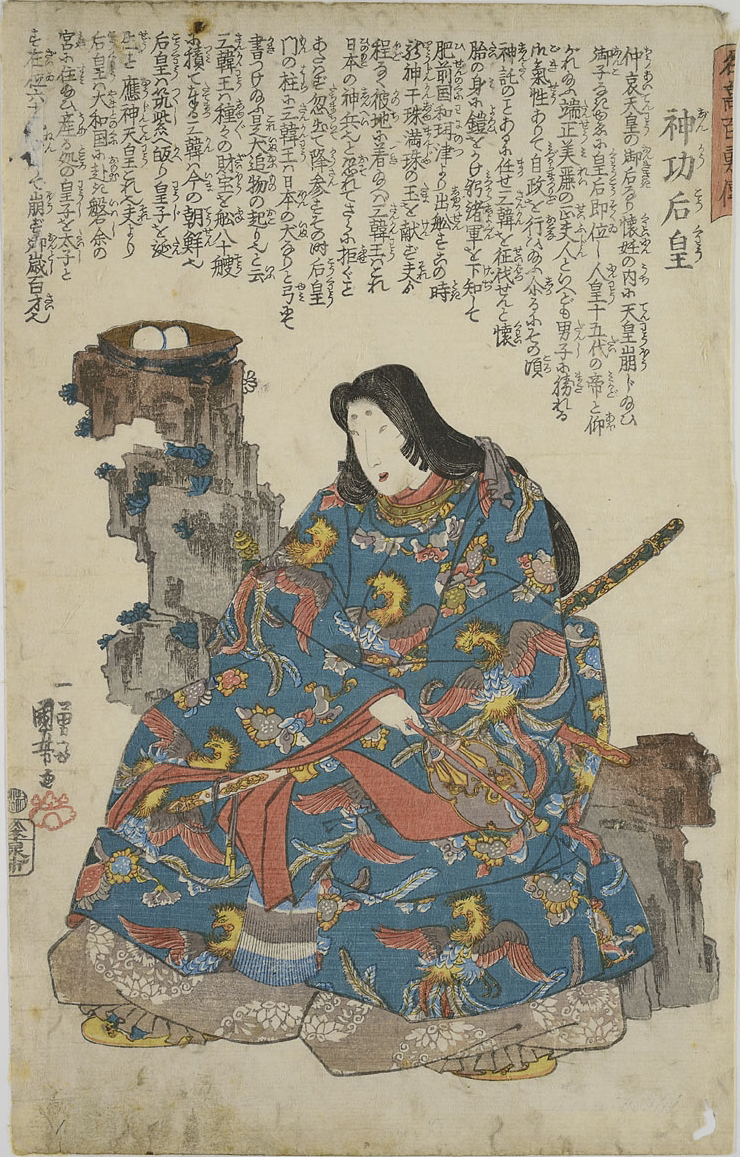
Дзингу 201—269 Императрица Японии